# 한국HCI학회
한국HCI학회(The HCI Society of Korea)는 한국을 거점으로 인간-컴퓨터 상호 작용(HCI, Human Computer Interaction)에 관한 이론과 응용에 관련된 학문을 연구하는 사단 법인 학술 단체이다.
이 학회의 활동 영역은 멀티미디어, 디지털 컨텐츠, 게임, 컴퓨터 그래픽스, 가상현실, 컴퓨터 언어, 인간 공학, 웹 디자인, 애니메이션, 대화형 인터페이스, 인지 심리학, 정보 디자인, 시각 디자인, 인지 공학, 철학, 사회학, 등 다양하다. 즉 인간과 컴퓨터 또는 사이버 공간과의 상호작용에 관련된 현상 및 기술을 연구하는 학술단체이며, 매년 2,000여명의 회원이 참여하는 학술대회를 개최하고 있다.

## 역사
한국HCI학회는 한국 정보 과학회의 인간과 컴퓨터 상호작용(HCI) 연구회를 모태로 출발하였다. 한국 정보과학회 HCI 연구회는 1990년 KAIST 인공지능연구센터 소속의 연구 모임으로서 출발하였다. 당시 GUI(Graphic User Interface)와 멀티미디어에 관심을 가지고 있던 컴퓨터, 인지심리학, 디자인, 언어학, 산업공학, 철학 등의 다양한 분야의 학자들이 중심이 되어 출발하였다. 1991년 2월 21일~24일 대전의 유성관광호텔에서 심포지움을 개최하여 공식적인 활동을 시작한 이래, 컴퓨터 분야는 물론 디자인, 인간 공학, 건축, 예술, 사회학, 심리학, 등 다양한 분야로 확대되면서 공식 등록 회원의 숫자가 1200명이 넘어서는 등 학회의 규모가 커지게 되었다. 이에 2005년에 공식적으로 정보통신부에 법인 등록을 하여 한국 HCI학회로서 출발하게 되었고, 현재는 대한민국 미래창조과학부 소관의 사단법인이다.
산하단체로는 ACM Korea Chapter 가 있다. 한국 HCI 학회는 HCI 분야에서 학술적 발전을 도모하고, 신기술 연구 및 상호 교류를 통하여 지식·정보·문화 산업의 경쟁력을 강화하여 우라 나라 국민 삶의 질 향상에 기여하기 위해 다음과 같은 사업을 수행하고 있다.
1. HCI 학술행사 및 논문집 발간 등을 통한 학술연구사업
2. HCI 관련 자료수집, 분석, 조사 및 연구성과 등의 간행 및 출판사업
3. 국제교류협력 및 국제기구 활동 등의 국제학술교류사업
4. 강연회, 강습회, 전람회, 워크샵 등의 HCI 홍보사업
5. 전문가그룹 및 관련단체의 HCI 연구지원사업
6. 정부 또는 관련기관과 공동연구 전개 등의 연구위탁사업
7. HCI 분야 국가경쟁력 강화를 위한 정책개발사업
8. 회원 상호간의 정보 교류 및 권익옹호에 관한 사업
9. 어린이 및 청소년을 위한 워크샵 등의 HCI 교육사업
10. 기타 학회의 목적을 달성하기 위해 필요한 사업

## 분과
- 증강현실연구회 (Augmented Reality)
- 디지털 컬처럴 헤리티지 연구회 (Digital Cultural Heritage)
- QoLT 연구회 (Quality of Life Technology)
- ITS 연구회